# Giuseppe Ignazio Provana di Collegno
Giuseppe Ignazio Provana di Collegno (Torino, circa 1695 – Torino, 1735) fu un nobile piemontese, gentiluomo di camera di Carlo Emanuele III, precettore di Luigi di Carignano e sindaco di Torino nel 1730.

## Biografia
Nacque a Torino dal conte Antonio, aiutante di campo e gentiluomo di camera di Vittorio Amedeo, precettore di Luigi di Carignano e sindaco di Torino nel 1730, e da Eleonora Villa di Volpiano.
Laureato in giurisprudenza, fu magistrato della riforma dell’Università di Torino, gentiluomo di camera di Carlo Emanuele III, precettore di Luigi di Carignano e sindaco di Torino nel 1730.
Sposò Geronima Salomone di Serravalle di Vercelli, dama d’onore di Maria Giovanna Battista di Savoia-Nemours, e i due ebbero sette figli, tra i quali il primogenito Giuseppe fu sindaco di Torino nel 1750 e vicario di politica e polizia.